# Домашний капитал
Домашний капитал или имущественный капитал (англ. Home equity) — это рыночная стоимость недвижимого имущества домовладельца, которая рассчитывается как разница между справедливой рыночной стоимостью дома и непогашенным остатком всех залоговых прав на имущество. Домашний капитал увеличивается по мере того, как должник производит платежи в счет ипотечного баланса или по мере увеличения стоимости имущества. В экономике стоимость дома иногда называют стоимостью недвижимости.
Домашний капитал неликвиден, но он может служить обеспечением ссуды под залог собственного капитала или кредитной линии.